# Jacob Bagge (Schiff)
Die 1898 in Dienst gestellte Jacob Bagge war der dritte Torpedokreuzer (schwed. Torpedkryssare) der schwedischen Marine und der Örnen-Klasse. Exakter wären die Boote wohl als Torpedokanonenboote bezeichnet worden, deren britischen Ausführungen sie nachempfunden waren.
1927 wurde die Jacob Bagge ein Depotschiff für Seeflugzeuge und diente in der schwedischen Marine noch  während des Zweiten Weltkriegs. Ab 1941 war sie Kadettenschulschiff. 1947 wurden die beiden letzten Torpedokreuzer (Örnen und Jacob Bagge) außer Dienst gestellt. 1951 wurde die Jacob Bagge verschrottet.

## Baugeschichte
Die Jacob Bagge und ihre Schwestern sollten die Panzerschiffe der schwedischen Marine gegen Angriffe von Torpedobooten schützen. Sie waren daher fast reine Artillerieboote und keine vorrangigen Torpedoträger. Ihre zwei 12-cm-L/45-Bofors M.94-Schnellfeuergeschütze mit Schutzschilden und einer Reichweite von 9 km und einer Feuergeschwindigkeit von bis zu 10 Schuss pro Minute standen auf dem Vor- und Achterdeck. In Schwalbennestern neben dem vorderen Schornstein und hinter dem zweiten Schornstein standen vier 5,7-cm-L/55-Maxim-Nordenfeldt-Schnellfeuergeschütze mit einer Reichweite von 5 km und einer Feuergeschwindigkeit von über 20 Schuss pro Minute. Im Bug hatten die Boote noch ein Unterwasser-38,1 cm-Torpedorohr. Die Panzerung der Jacob Bagge bestand aus einem 19 mm-starken Panzerdeck aus normalem Stahl.
Die beiden von Motala Verkstad zugelieferten Dreifach-Expansionsmaschinen leisteten zusammen 4.000 PS, den notwendigen Dampf erzeugten auf der Jacob Bagge acht kleine Wasserrohrkessel, die eigentlich für Torpedoboote konstruiert worden waren.

## Einsatzgeschichte
Die Jacob Bagge kam am 23. November 1898 als dritter „Kreuzer“ der schwedischen Marine in Dienst. Das Boot sollte ursprünglich den Namen Tärnan erhalten, wurde dann aber nach dem Admiral Jakob Bagge (1502–1577) benannt, so wie alle vier Nachbauten der Örnen schließlich nach Personen der schwedischen Marinegeschichte benannt wurden.
Schon 1899 nahm die Jacob Bagge an einem Flottenbesuch des Küstengeschwaders mit den Panzerschiffen Oden, Thor und Niord, ihrem Schwesterboot Claes Horn, sowie drei Kanonenbooten und sieben Torpedobooten in Kiel teil.
Nach der einseitigen Aufkündigung der schwedisch-norwegischen Union durch das norwegische Storting im Juni 1905 wurde die schwedische Flotte in Alarmbereitschaft versetzt. Die politische Spannung führte zur Verlegung eines Teils der Flotte nach Westen, um im Fall einer Eskalation des Konflikts die norwegischen Küste und die Hauptstadt, damals noch Kristiania genannt, anzugreifen. Die Jacob Bagge gehörte mit drei Schwesterschiffen zu diesem Verband. Nach der Anerkennung der norwegischen Unabhängigkeit in den Verhandlungen von Karlstad wurde die Flotte am 11. Oktober 1905 wieder zurückgezogen.
Während der Balkankriege befand sich die Jacob Bagge von 1912 bis 1913 in erhöhter Alarmbereitschaft in Göteborg. Im Jahr 1913 begleitete sie dann noch das Kadettenschulschiff Thor zuerst nach Rouen in Frankreich, dann nach Kingstown (heute Dún Laoghaire, Irland), Dover, Esbjerg und schließlich auch noch nach Sankt Petersburg.
Während des Ersten Weltkriegs überwachte sie die schwedischen Gewässer, und bei Kriegsende wurde sie in die Flottenreserve überführt.
1927 kam die Jacob Bagge als Depotschiff für Seeflugzeuge wieder in Dienst. Um Platz für ein Seeflugzeug (Fairey IIID?) zu schaffen, wurde das achtere 12-cm-Geschütz ausgebaut. Als mögliches Mutterschiff für eine Staffel Seeflugzeuge wurde die Jacob Bagge bis 1935 in Dienst gehalten. Dann wurde sie Flaggschiff der U-Boot-Abwehrfahrzeuge. Mit Beginn des Zweiten Weltkriegs wurde sie, wie das auch noch vorhandenen Schwesterschiff Örnen, wieder als Wachschiff eingesetzt, um Übergriffe der kriegführenden Mächte zu verhindern. Ab 1941 diente die Jacob Bagge als Kadettenschulschiff. 1942 erhielten beide noch vorhandenen Boote zwei 25-mm-L/58 M32-Zwillingsflak in hinterer Position und gaben die vier 57-mm-Geschütze ab. Im Frühjahr 1945 wurde der alte Torpedokreuzer beim Göteborg-Geschwader eingesetzt.
Am 16. Juni 1947 wurden die beiden allein verbliebenen Boote endgültig außer Dienst gestellt. Die Jacob Bagge wurde 1951 verschrottet.

## Die Torpedokreuzer derÖrnen-Klasse
| Name        | Bauwerft                 | Stapellauf        | In Dienst ab  | Endschicksal                                               |
| ----------- | ------------------------ | ----------------- | ------------- | ---------------------------------------------------------- |
| Örnen       | Lindholmens, Göteborg    | 6. August 1896    | 4. Mai 1897   | 16. Juni 1947 a. D., 1950 als Zielschiff versenkt          |
| Claes Horn  | Lindbergs, Stockholm     | 9. Februar 1898   | August 1898   | Dezember 1923 a. D.                                        |
| Jacob Bagge | Kockums, Malmö           | 30. April 1898    | November 1898 | Juni 1947 a. D., 1951 verschrottet                         |
| Psilander   | Bergsunds, Finnboda Varv | 25. November 1899 | Juli 1900     | Juli 1937 a. D., als Zielschiff am 3. August 1939 versenkt |
| Claes Uggla | Bergsunds, Stockholm     | 9. Dezember 1899  | November 1900 | 22. Juni 1917 aufgelaufen, am 30. August 1917 gesunken     |